# Abigeato

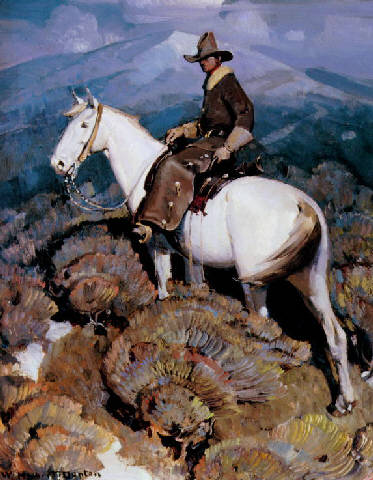
Pintura que retrata un cuatrero, obra de W. H. Dunton

El abigeato es un delito punible y estipulado en los códigos legales de la mayoría de los países ganaderos y que consiste en el robo o hurto de ganado o animales domésticos, principalmente caballos y vacas, aunque también se da en ovinos. Lo que vulgarmente se llama cuatrero en Argentina y Chile o matrero en Uruguay.

## Descripción
El ladrón de ganado recibe el nombre de cuatrero o abigeo. Este delito aún se da en las áreas ganaderas de todo el mundo, en especial si aumenta el precio de la carne.
Para combatir el abigeato existen varios métodos, desde conseguir armas o vehículos hasta modernas técnicas en las que se compara el ADN del animal faenado con el de las carnicerías o mataderos. Desarrollo de la trazabilidad, una de cuyas funciones es el control del abigeato.

## Historia

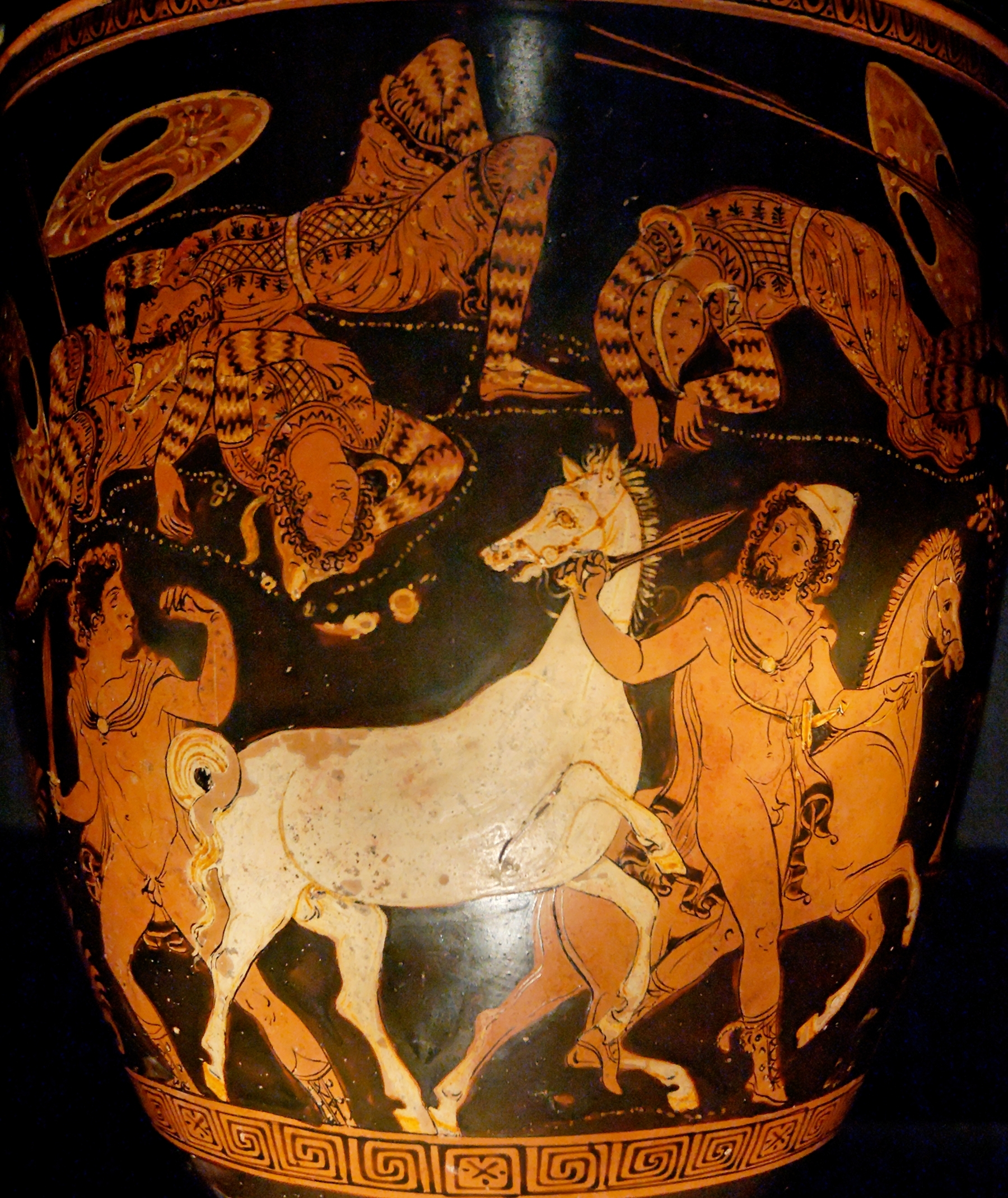
Odiseo, también llamado Ulises, y Diomedes roban los caballos del rey de Tracia Reso, ilustración de cerámica roja griega antigua que reproduce una pintura de Licurgo, c. 360 a. C.

Siempre se han robado caballos. Por ejemplo, en el canto X de la Iliada de Homero se narra cómo Ulises y Diomedes roban de noche los caballos de Reso y lo matan junto a doce de sus hombres. Con el aumento de la ganadería en el siglo XIX y principios del siglo XX, se volvió todavía más común y era considerado un delito mayor muy grave, porque podía empobrecer absolutamente a una persona o familia; se castigaba con la pena de muerte, sumaria o por linchamiento en algunos países. En la actualidad el abigeato continúa siendo bastante común y lo realizan incluso organizaciones delictivas.

### En Argentina
Entre 1876 y 1877 se construyó un sistema de fosas y fortificaciones en el centro y sur de la Provincia de Buenos Aires conocida como la Zanja de Alsina; cuya función fue la de entorpecer el paso del ganado que era robado por grupos indígenas.

### En Uruguay
Actualmente, en Uruguay el abigeato ha llevado a que se limite la cría de ovejas en las cercanías de los pueblos rurales. Se han realizado hasta 25.000 denuncias en el año. Los ladrones suelen matar los animales para quitarles la carne, mayoritariamente. El abigeato consiste en el Uruguay y la Argentina, en la extracción de la carne del animal hurtado en el mismo campo, o cercanías del lugar del robo, a luz de la luna o del farol. El ladrón o compañía carnean enteramente al animal en el lugar del robo en menos de treinta minutos y se entierra su cuero en las cercanías, como señal al señor de las tierras de que, en las cercanías, hay un cuatrero. Los productores rurales consideran que el abigeato es favorecido y alentado por una legislación inadecuada y la inoperancia de los organismos oficiales encargados de su prevención y represión. Se ha reconocido desde el Ministerio de Ganadería, Agricultura y Pesca, que detrás del abigeato existe un negocio donde operan organizaciones delictivas que comercializan la carne y que no se trata simplemente de acciones de personas aisladas motivadas por el hambre.

### En México
En la península de Yucatán, en el periodo comprendido entre 1821 y 1847, se registraron 146 casos de abigeato por grupos de indígenas originarios de los pueblos, haciendas y especialmente de los ranchos, por causa de la ocupación de sus montes por el ganado proveniente de las fincas.
En el norte de México, a partir de 1848, el abigeato se incrementó, generando una crisis económica de gran magnitud, así como innumerables protestas de la Secretaría de Relaciones Exteriores de México. El ganado era robado y vendido en los Estados Unidos de América a bajo precio, participando en este saqueo mexicanos y estadounidenses. Ya para 1865 las haciendas del noreste de México se encontraban al borde de la ruina, escaseando el ganado y pudiéndose afirmar que los ranchos tejanos se surtieron o iniciaron a partir de 1848 con ganado de México.